# 12226 Caseylisse
12226 Caseylisse eller 1985 TN är en asteroid i huvudbältet som upptäcktes den 15 oktober 1985 av den amerikanske astronomen Edward L.G. Bowell vid Anderson Mesa Station. Den är uppkallad efter Carey M. Lisse.